# 比利亚梅西亚斯
比利亚梅西亚斯，是西班牙埃斯特雷马杜拉卡塞雷斯省的一个市镇。总面积47平方公里，总人口384人（2001年），人口密度8人/平方公里。